# Jinny (wrestler)
Jinny Sandhu, meglio conosciuta con il ring name Jinny (Knightsbridge, 28 settembre 1987), è un'ex wrestler britannica.

## Carriera
Jinny è nata a Londra, Inghilterra, dove è cresciuta nel distretto di Knightsbridge di West London. Viene allenata dalla Progress Wrestling e divenne la prima donna a laurearsi nella Progress's Projo.
Si è laureata nell'accademia della BSc Psychology a Birmingham City University nel 2012.

### Circuito indipendente (2015–2018)
Jinny debutta sul ring il 5 gennaio 2015 nel suo primo match singolo lottando per la Progress ENDVR:8, dove batte Pollyanna. Alla ENDVR:12, Jinny ha sconfitto Toni Storm. Alla ENDVR:15, Jinny ha sconfitto Leva Bates. Nel Capitolo 28, Jinny ha sconfitto nuovamente Toni Storm. Al Capitolo 34, Jinny e Marty Scurll hanno sconfitto Laura Di Matteo e Mark Haskins. Al Capitolo 36 Jinny, Alex Windsor e Dahlia Black hanno sconfitto Pollyanna, Nixon Newell e Laura Di Matteo. Nell'agosto 2017, Jinny e Deonna Purrazzo hanno sconfitto Dahlia Black e Dakota Kai. La notte seguente, Jinny e Deonna Purrazzo sono state sconfitte da Dakota Kai. Al Capitolo 66, Jinny e Mercedes Martinez hanno sconfitto Toni Storm e Shazza McKenzie. Al Capitolo 67, Jinny e Austin Theory hanno sconfitto Kay Lee Ray e Will Ospreay. Al Capitolo 69, Jinny ha sconfitto Toni Storm diventando la prima Progress Women's Champion. Jinny ha sconfitto con successo la cintura contro Dakota Kai. Il 30 dicembre, Jinny ha perso il titolo contro Jordynne Grace.
Jinny fa il suo debutto per la Pro Wrestling Chaos nel 2015. Al Pro Wrestling Chaos 20, Jinny è stata sconfitta da Leva Bates. Nel 2017, Jinny e Jetta sono state sconfitte da Sierra Loxton e Melina. Jinny conquista il Maiden Of Chaos Championship battendo Martina, diventando la campionessa inaugurale.
Jinny diventa l'inaugurale South Coast Queen Of The Ring Champion battendo Lana Austin nella finale del torneo nel 2015.
Nel 2016, Jinny fa il suo debutto per la Pro Wrestling EVE, dove è stata sconfitta da Jetta. Il 15 luglio 2017, Jinny ha sconfitto Emi Sakura.
Jinny sotto il ring name di Jinny Couture fa il suo debutto per la Revolution Pro Wrestling nel giugno 2016, battendo Addy Starr. Nel 2017, Jinny è stata sconfitta da Veda Scott. Jinny diventa l'inaugurale Revpro Women's Champion dopo aver sconfitto Deonna Purrazzo nella finale del RevPro British Women's Title Tournament. Ha difeso con successo il titolo contro Millie McKenzie e Bea Priestley. Jinny ha poi perso la cintura contro Jamie Hayter nel 2018.
Jinny debutta per la promotion tedesca Westside Xtreme Wrestling nel 2016 battendo Dahlia Black. Quella stessa sera, viene sconfitta da Alpha Female in un four-way che includeva anche Shanna e Melanie Gray. Nel 2017, Jinny ha sconfitto Thunder Rosa.

### WWE (2017–2023)

#### Prime apparizioni e Mae Young Classic (2017–2018)
Nel marzo 2017, Jinny prende parte ai WrestleMania Axxess durante WrestleMania 33, dove viene sconfitta da Toni Storm in tre occasioni.
Nel 2018, Jinny viene annunciata come una delle trentadue concorrenti della seconda edizione del Mae Young Classic, dove è stata sconfitta al primo turno da Toni Storm il 19 settembre, terminando la sua avventura nel torneo.

#### NXT UK(2018–2022)
Dopo oltre un anno, viene comunicato che Jinny ha firmato un contratto con la WWE e viene assegnata nel territorio di sviluppo inglese di NXT UK. Jinny effettua il suo debutto durante lo United Kingdom Championship Tournament il 25 giugno 2018, prendendo parte ad un Fatal four-way match contro Isla Dawn, Killer Kelly e Toni Storm per decretare la n°1 Contender all'NXT Women's Championship detenuto da Shayna Baszler, ma durante il match si infortuna, rendendolo poi un Triple threat match vinto dalla Storm.
Jinny fa il suo debutto ufficiale televisivo nel roster di NXT UK durante la puntata del 7 novembre 2018, dove attacca brutalmente alle spalle Dakota Kai dopo che questa ha perso un match contro Toni Storm, stabilendosi come heel. Nella puntata di NXT UK del 14 novembre, Jinny prende parte al torneo per inaugurare la nuova campionessa femminile del roster inglese valevole per l'NXT UK Women's Championship, dove batte al primo turno Millie McKenzie. Nella puntata di NXT UK del 21 novembre, Jinny è stata sconfitta da Toni Storm nelle semifinali del torneo. Nella puntata di NXT UK del 12 dicembre, Jinny ha sconfitto Xia Brookside. Nella puntata di NXT UK del 2 gennaio 2019, Jinny ha sconfitto facilmente Candy Floss. Nella puntata di NXT UK del 9 gennaio 2019, Jinny ha attaccato nel backstage Isla Dawn. Nella puntata di NXT UK del 16 gennaio, Jinny ha sconfitto Isla Dawn. Nella puntata di NXT UK del 30 gennaio, Jinny ha sconfitto facilmente la jobber Kasey Owens. Nella puntata di NXT UK del 6 febbraio, Jinny si definisce la migliore del roster affermando che Toni Storm è l’unica persona che sta sulla sua strada, ma riuscirà comunque a strapparle la cintura. Nella puntata di NXT UK del 13 febbraio, Jinny ha sconfitto Mia Yim. Nella puntata di NXT UK del 13 marzo, Jinny viene intervistata dove dichiara che detronizzerà Toni Storm. Nella puntata di NXT UK del 3 aprile, Jinny attacca Toni Storm nel backstage e parte una rissa, terminata dagli arbitri. Nella puntata di NXT UK del 10 aprile, Jinny affronta la campionessa Toni Storm in un match valevole per l'NXT UK Women's Championship, ma è stata sconfitta.
Nella puntata di NXT UK del 15 maggio, Jinny fa la sua comparsa insieme alla debuttante Jazzy Gabert, irrompendo durante un match fra Killer Kelly e Xia Brookside, attaccando entrambe e formando così un'alleanza. Nella puntata di NXT UK del 5 giugno, Jinny e Jazzy Gabert vengono intervistate nel backstage, dove Jinny afferma la loro supremazia e che ci penserà la Gabert a sbarazzarsi dei problemi. Nella puntata di NXT UK del 12 giugno, Jinny e Jazzy Gabert hanno sconfitto Isla Dawn e Xia Brookside. Nella puntata di NXT UK del 19 giugno, Jinny prende parte alla prima Women's UK Battle Royal dove la vincitrice avrebbe ottenuto un match titolato contro l'NXT UK Women's Champion Toni Storm, ma viene eliminata da Xia Brookside. Nella puntata di NXT UK del 3 luglio, Jinny ha accompagnato Jazzy Gabert vittoriosa contro Dani Luna e Mercedes Blaze in un 2-on-1 Handicap match. Nella puntata di NXT UK del 17 luglio, Jinny ha sconfitto Xia Brookside grazie ad un'interferenza di Jazzy Gabert. Nella puntata di NXT UK del 24 luglio Jinny, Jazzy Gabert e Kay Lee Ray hanno sconfitto Piper Niven, Toni Storm e Xia Brookside. Nella puntata di NXT UK del 7 agosto, Jinny e Jazzy Gabert hanno sconfitto Piper Niven e Xia Brookside, dopo che la Niven abbandona il ring a causa di un alterco fisico con Rhea Ripley, lasciando Xia in balia delle rivali. Nella puntata di NXT UK del 18 settembre, Jinny e Jazzy Gabert hanno un confronto con Rhea Ripley, dove la Fashionista afferma che la Ripley ormai è il passato e lei sarà la prossima campionessa, per poi mandare la Gabert ad attaccare Rhea, la quale le rifila un calcio e si allontanano. Nella puntata di NXT UK del 3 ottobre, Jinny e Jazzy Gabert attaccano brutalmente Piper Niven nel backstage. Nella puntata di NXT UK del 10 ottobre, Jinny accompagna Jazzy Gabert nel suo match perso contro Piper Niven, grazie all'aiuto di Rhea Ripley che blocca un intervento di Jinny; a fine match, Jinny e Jazzy hanno un confronto con Piper e Rhea. Nella puntata di NXT UK del 31 ottobre, Jinny e Jazzy Gabert sono state sconfitte da Piper Niven e Rhea Ripley. Nella puntata di NXT UK del 21 novembre, Jinny è con Jazzy Gabert e viene intervistata nel backstage, dichiarando che Piper Niven non l'ha mai battuta, per questo la affronta in un match. Nella puntata di NXT UK del 28 novembre, Jinny viene sconfitta da Piper Niven, nonostante le intromissioni di Jazzy Gabert. Nella puntata di NXT UK del 19 dicembre, Jinny ha sconfitto Amale; a fine match, invita Jazzy Gabert ad attaccare la rivale, ma la Gabert si rifiuta alla terza volta, lasciando il ring.
Il 14 gennaio 2023 annunciò il ritiro a causa dei frequenti infortuni.

## Vita privata
Il 12 novembre 2021, rivelò la relazione con il collega Gunther, che ha sposato qualche mese dopo.

## Titoli e riconoscimenti
- Pro Wrestling Chaos
  - Maiden of Chaos Championship (1)

- Pro Wrestling Illustrated
  - 45ª tra le 100 wrestler singole nella PWI Female 100 (2019)

- Progress Wrestling
  - Progress Wrestling Women's Championship (2)

- Revolution Pro Wrestling
  - RevPro British Women's Championship (1)

- South Coast Wrestling
  - South Coast Queen of the Ring Championship (1)